# Justin Chon
Justin Jitae Chon (Garden Grove, 29 maggio 1981) è un attore statunitense.

## Biografia
Comincia a recitare nel 2005, ma diventa famoso nel 2006 dopo aver partecipato ad un film targato Disney Channel. È particolarmente noto per aver interpretato il ruolo di Eric Yorkie nella saga di Twilight, basata sui libri di Stephenie Meyer. Nel 2009 ha partecipato al film Crossing Over insieme ad attori come Harrison Ford, Ashley Judd e Ray Liotta. Nel 2021 ha preso parte al film Blue Bayou con Alicia Vikander.

## Filmografia parziale

### Attore

#### Cinema
- Vivere alla grande (Puff, Puff, Pass), regia di Mekhi Phifer (2006)
- Hack!, regia di Matt Flynn (2007)
- Twilight, regia di Catherine Hardwicke (2008)
- Crossing Over, regia di Wayne Kramer (2009)
- The Twilight Saga: New Moon, regia di Chris Weitz (2009)
- The Twilight Saga: Eclipse, regia di David Slade (2010)
- The Twilight Saga: Breaking Dawn - Parte 1 (The Twilight Saga: Breaking Dawn - Part 1), regia di Bill Condon (2011)
- Un compleanno da leoni (21 and Over), regia di Jon Lucas e Scott Moore (2013)
- Un'allenatrice speciale (From the Rough), regia di Pierre Bagley (2013)
- Man Up, regia di Justin Chon (2015)
- Seoul Searching, regia di Benson Lee (2015)
- Heartbeats - Il ritmo del mio cuore (Heartbeats), regia di Duane Adler (2017)
- Gook, regia di Justin Chon (2017)
- Taipei - City of Love (High Resolution), regia di Jason Lester (2018)
- Coming Home Again, regia di Wayne Wang (2019)
- Blue Bayou, regia di Justin Chon (2021)

#### Televisione
- Jack & Bobby – serie TV, episodio 1x20 (2005)
- The O.C. – serie TV, episodio 3x23 (2006)
- Wendy Wu: Guerriera alle prime armi (Wendy Wu: Homecoming Warrior), regia di John Laing – film TV (2006)
- Dr. House - Medical Division (House, M.D.) – serie TV, episodio 7x18 (2011)
- New Girl – serie TV, episodio 3x08 (2013)
- Dramaworld – serie TV, 9 episodi (2016)
- Dr. Ken – serie TV, 5 episodi (2016-2017)
- Deception – serie TV, 13 episodi (2018)
- I Casagrande (The Casagrandes) – serie TV, 4 episodi (2021) - voce

### Regista e sceneggiatore
- Man Up (2015)
- Gook (2017)
- Ms. Purple (2019)
- Blue Bayou (2021)

### Produttore
- Ms. Purple (2019)
- Blue Bayou (2021)

## Doppiatori italiani
Nelle versioni in italiano delle opere in cui ha recitato, Justin chon è stato doppiato da:
- Simone Veltroni in Twilight, The Twilight Saga: New Moon, The Twilight Saga: Eclipse, Dr. House - Medical Division
- Gianluca Musiu in Blue Bayou
- Niccolò Guidi in Deception
- Alessio Puccio in New Girl
- Angelo Evangelista in Hack!
- Matteo Liofredi in Dead Trigger
- Davide Perino in Un compleanno da leoni